# Schmeling Lehmann
Schmeling Lehmann (* 4. Dezember 1936 in Frankfurt am Main) ist ein deutscher Sinti-Musiker. Er ist Gitarrist des Gypsy-Jazz und spielt auch Harmonika und Orgel.

## Leben
Lehmann, dessen jüngerer Bruder der Bassist Jani Lehmann ist, spielte zunächst in verschiedenen Ensembles mit seinem Cousin Schnuckenack Reinhardt und Bobby Falta. Seit 1973 gehörte er zum „neuen Quintett“ von Schnuckenack Reinhardt, mit dem er drei Alben einspielte, dann zum Zigeunerorchester Schnuckenack Reinhardt, mit dem das Album Pußtaklänge (1975) entstand. 1977 gründete er mit Wedeli Köhler den Hot Club da Sinti, mit dem er bis 1985 unterwegs war und 1981 ein gleichnamiges Album veröffentlichte.